# Reginald Doherty
Reginald "Reggie" Frank Doherty (Londres, 14 de outubro de 1872 – Londres, 29 de dezembro de 1910) foi um tenista britânico, irmão do também tenista Lawrence Doherty.
É detentor de quatro títulos no Torneio de Wimbledon entre 1897-1900 e ainda de três medalhas de ouro olímpicas, duas delas nos Jogos Olímpicos de Verão de 1900 na França em duplas e duplas mistas, nas duas vezes jogando ao lado de seu irmão e nos Jogos Olímpicos de Verão de 1908 em Londres nas duplas.
Doherty entrou para o International Tennis Hall of Fame em 1980.